# Головне управління безпеки (Сирія)
Головне управління безпеки (араб. إدارة الأمن العام, Idarat al-Amn al-Amm) — головна громадянська розвідувальна служба Сирії.

## Структура і функції
- Відділ внутрішньої безпеки — займається наглядом за населенням країни (дублює тим самим функції Управління політичної безпеки);
- Відділ зовнішньої безпеки — зовнішньополітична розвідка;
- Відділ у справах Палестини — здійснює контроль за діяльністю груп палестинців в Сирії і Лівані.